# José Olivares Larrondo
José Olivares Larrondo, també anomenat Tellagorri (nascut el 22 d'agost de 1892 a Algorta (Getxo), † 14 de juliol de 1960 a Buenos Aires) va ser un escriptor i periodista basc. Polític de l'Acció Nacionalista Vasca, es va exiliar a Baiona durant la Guerra Civil Espanyola. El 1940 va fugir a l'Argentina, on va fer campanya per la causa basca. Larrondo també va ser un golejador del club Arenas de Getxo a una edat primerenca.